# Nabben, Mariehamn
Nabben är en stadsdel i Mariehamn, Åland. Nabben ligger på Slemmerns strand. Området är nästan helt obebyggt och här finns grönområden, Nabbens badstrand, Nabbens våtmark och småbåtshamnen Båtnabben.